# Георги Лозанов
 Тази статия е за медийния експерт.  За психолога и специалист по сугестология вижте Георги Лозанов (психолог).  
Георги Лозанов Георгиев  е български културолог, експерт по медии и журналистика.

## Биография

### Произход и образование
Роден е на 26 април 1958 година в София в семейството на архитектите Лозан Лозанов и Олга Станева. Сестра му Олга Лозанова е дългогодишен програмен директор на НТВ.
През 1981 г. завършва специалност „Философия“ в Софийския университет.

### Кариера на журналист и медиен експерт
Работи в списание „Българско фото“ между 1983 и 1989 г., а след това е редактор и заместник главен редактор на вестник „Култура“ (от 1989) и главен редактор на списание „Егоист“ (в последната година от съществуването му – 2004-2006). Главен редактор на списание „Пет звезди“ (2006-2010). 
Доцент във Факултета по журналистика и масова комуникация на Софийски университет (от 1994). Гост преподавател в Нов български университет, НАТФИЗ „Кр. Сарафов“, Пловдивския университет „Паисий Хилендарски“ и Националната художествена академия „Николай Павлович“.
Ръководител на катедра „Печат и книгоиздаване“ във Факултета по журналистика и масови комуникации на СУ „Св. Климент Охридски“ (1995-1998, 2004–2007, 2016-2017).
От самото основаване на медиен регулаторен орган в България Лозанов е негов член:
- 1997-2001: Национален съвет за радио и телевизия (НСРТ), от президентската квота
- 2001-2004: Съвет за електронни медии (СЕМ).
- 2004-2007: председател е на управителния съвет на Българската медийна коалиция.
- 2010-2016: член от парламентарната квота и председател на Съвета за електронни медии (СЕМ). Подава оставка през 2016 г. един месец преди изтичането на мандата.

Колумнист на вестник „Стандарт“ (1992-1995), вестник „24 часа“ (2003-) и вестник „Хасковска Марица“ (2009-).
От самото откриване на галерия СИБАНК (2008-2011 – галерия „Върхове“, след 2011 – „Credo Bonum“) е неин художествен консултант (2003-).
От 22 януари 2017 г. започва свое авторско предаване по телевизия Bulgaria on Air – „Необичайните заподозрени“.

### Участие в журита
Председател на журито на наградата Хеликон за съвременна българска художествена проза (2011).
Член на журито на петото издание на наградата „Вик“ за български роман на годината (2008).
Председател на журито на Деветия медиен фестивал за радио и телевизионни програми за изкуство и култура „Осмата муза“, организиран от НДК.
Член на журито на Годишните медийни награди M-Tel Media Masters за журналистика в областта на телекомуникациите (2010).
Член на журито на конкурса „Снимка на годината – България 2012“, организиран от Canon Bulgaria.
Член на журито на антинаградите „Големият брат“, които „се присъждат на държавни структури, частни компании или отделни личности, които с действията си са нарушили правото на лична неприкосновеност и защитата на личните данни на гражданите“.
Член на журито на наградата „Съвременна българска драматургия“, организиран от фондация АСКЕЕР.

### Обществена дейност
- Член на СБЖ.
- Член основател на граждански форум „Свободно слово“.
- Член основател на Българско фотографско сдружение.
- Член основател на Център за независима журналистика.
- Член основател на фондация „Национален съвет за журналистическа етика“.
- Инициатор на гражданската акция „Чисти гласове“ (допринесла за отварянето на архивите на ДС в България).
- Член основател на фондация „Медийна демокрация“ (2007).[14]

## Позиции
Поддържа дясна позиция за реформа в културата, изискваща максимално раздържавяване; при това е убеден, че творческите гилдии трябва да бъдат и граждански организации.

## Награди
- 2001 – носител на годишната награда на дружество „Гражданин“ за политика и обществени науки (присъжда му се „за достойно гражданско поведение и проявен висок професионализъм при отстояването на свободата на словото и на медиите“)[16]
- 2002 – носител на първата Годишна награда на Българската медийна коалиция за цялостен принос към утвърждаването независимите медии и ценностите на гражданското общество

### Авторски книги
- „Какъвто трябваше да бъда“. Пловдив: Летера, 2010, 184 с. (ISBN 978-954-516-651-8)
- (заедно с Павел Койчев) „Пластики и прочити“. 2010, 72 с.[17], [18]
- „Мое дясно“. София: Сиела, 2011, 428 с. (ISBN 978-954-28-0917-3)[19], [20], [21]
- „Земното щастие“. Велико Търново: Фабер, 2020, 262 с. (ISBN 978-619-00-1164-4)[22]

### Съставителство
- „Медии и митове“. (заедно с Орлин Спасов). София: УИ „Св. Климент Охридски“ – ФЖМК, 2000, 408 с.[23]
- „Медии и преход“. (заедно с Орлин Спасов). София: Център за развитие на медиите, 2000 (ISBN 954-90517-2-2)
- „24 часа: Вестникът“. (заедно с Орлин Спасов и Росен Янков). София: Труд, 2001, 223 с. (ISBN 954-528-235-5)
- „Дневен Труд: Лидерът“. (заедно с Орлин Спасов). София: Труд, 2002, 239 с. (ISBN 954-528-344-0)[24]
- „bTV: новата визия“. (заедно с Орлин Спасов). София: Фондация „Медийна демокрация“, 2008, 288 с.[25]
- „Медиите и политиката“. (заедно с Орлин Спасов). София: Фондация „Медийна демокрация“, 2011, 255 с.